# Vledderhuizen
Vledderhuizen is een gehucht in de gemeente Stadskanaal in de provincie Groningen. Het is een langgerekt gehucht dat met een haakse bocht aan de noordzijde van het Vledderveen ligt, aan de zuidzijde daarvan ligt het gehucht met die naam. Langs Vledderveen stroomt de Mussel-Aa
De naam Vledder verwijst naar een moerassige streek. Het gehucht ontstond na de markeverdeling van Onstwedde aan een van de veenwegen die in de 19e eeuw werden aangelegd om het gebied te ontginnen. Het eerste huis verrees in 1853. Het gehucht wordt voor het eerst genoemd in 1862.
Dorpen:
Alteveer (deels) · Ceresdorp · Kopstukken · Mussel · Musselkanaal · Onstwedde · Smeerling · Stadskanaal

Gehuchten: Barlage · Blekslage · Braamberg · Höchte · Horsten · Sterenborg · Ter Wupping · Vledderhuizen · Vledderveen · Vosseberg

Buurtschappen: Höfte · Holte · Oomsberg · Tange · Ter Maarsch · Veenhuizen · Wessinghuizen

Kanalen: Stadskanaal · Musselkanaal · Mussel-Aa-kanaal      Bos: Dr. Hommesbos

Groningen: Steden en dorpen      Nederland: Provincies · Gemeenten